# Γ-ジャスモラクトン
γ-ジャスモラクトン（ガンマ-ジャスモラクトン）はラクトンの一種である。ジャスミンの精油の主要な香気成分として1978年に発見され、その後ペパーミント油からも発見された。ジャスミンラクトンがδ-ジャスモラクトンとも呼ばれることがあるため、本物質は先頭にγを付けて区別する必要がある。

## 構造
側鎖に二重結合、環内に1個の不斉炭素原子があることから幾何異性体と光学異性体が考えられる。天然に存在するのはcis-(+)(S)-体であるが、(-)(R)-体は50倍ほど香気が強い。工業的にはcis-3-ヘキセノールを原料に作られる。

## 香料
拡散性のあるフルーティ・フローラル調の香気を持ち、バター、ナッツ、クリーム、ミルク系のフレーバーに使用される。